# شهرستان زایو
شهرستان زایو (به لاتین: Zayü County) یک شهرستان‌های جمهوری خلق چین در چین است که در نینگچی واقع شده‌است.
 شهرستان زایو ۳۱٬۳۰۵ کیلومتر مربع مساحت و ۲۷٬۲۵۵ نفر جمعیت دارد و ۲٬۳۳۰ متر بالاتر از سطح دریا واقع شده‌است.